# Кременецький район

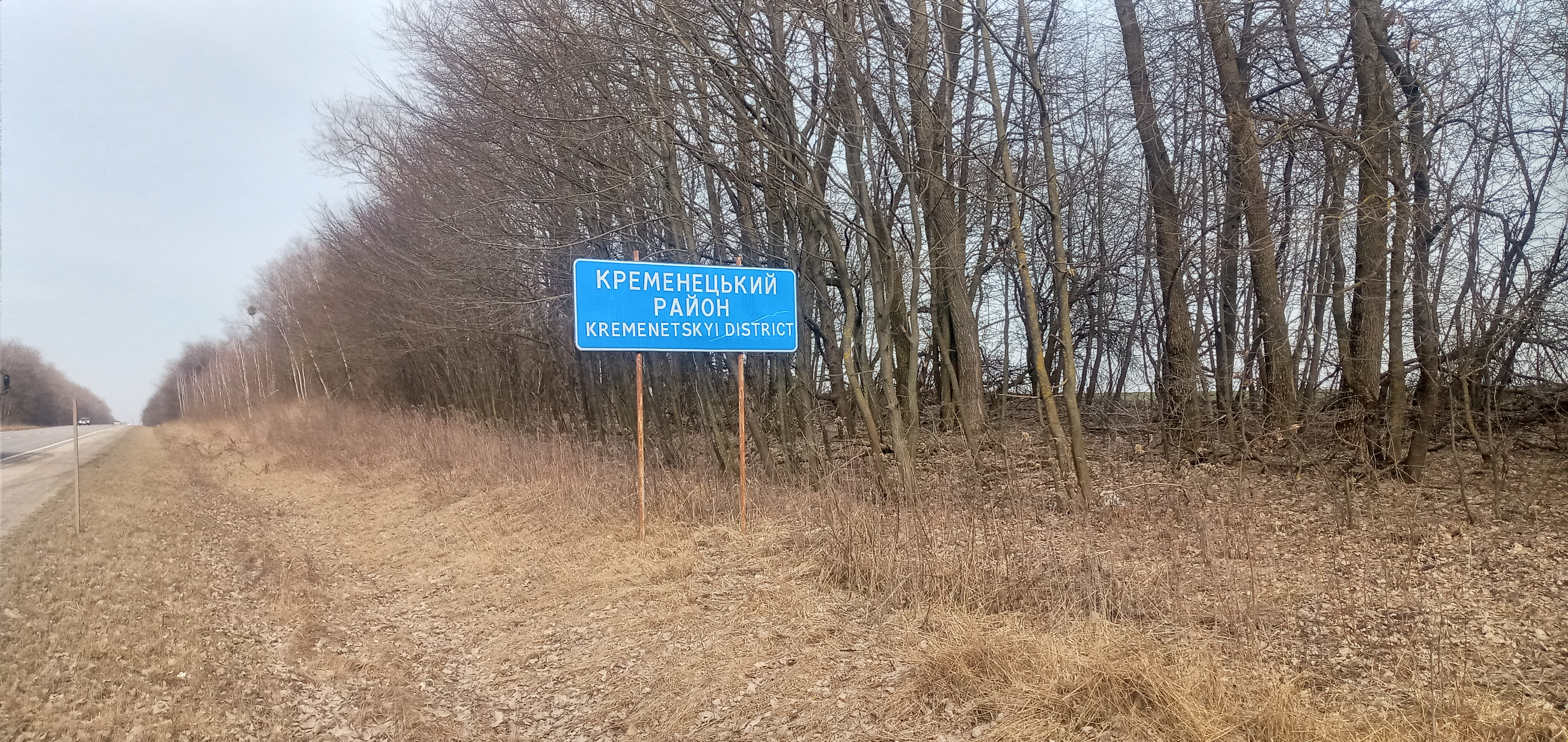
Дороговказ на межі Тернопільського та Кременецького району

Кремене́цький райо́н (Кременеччина) — район в Тернопільській області. Адміністративний центр — м. Кременець.
Площа району — 2650,7 км² (19,1% від площі області), населення — 140 900 осіб (2021).
До складу району входять 8 територіальних громад.

## Історія
Утворений 19 липня 2020 року.
У складі району території Борсуківської сільської, Великодедеркальської сільської, Вишнівецької селищної, Кременецької міської, Лановецької міської, Лопушненської сільської, Почаївської міської, Шумської міської територіальних громад, затверджених Кабінетом Міністрів України.